# Sven Anders Johansson
Sven Anders Johansson, även Anders Johansson, född 1968 i Tranås, är en svensk litteraturvetare, kritiker och professor i litteraturvetenskap vid Institutionen för humaniora vid Mittuniversitetet sedan 2017. Johanssons skrifter är fram till cirka 2017 utgivna under namnet "Anders Johansson", för att därefter utges under namnet "Sven Anders Johansson".
Johansson disputerade 2003 vid Göteborgs universitet på  Avhandling i litteraturvetenskap: Adorno, Deleuze och litteraturens möjligheter. Johanssons forskningsområden är bland annat subjektivitets- och subjektiveringsteorier, ekokritik, kärlek, cynism och föreställningar om ondska. Han arbetade mellan 2005 och 2010 som litteraturkritiker och tidskriftsredaktör. År 2010 blev han bidrädande lektor vid Umeå universitet, för att 2017 tillträda tjänsten som professor vid Mittuniversitetet.
Johansson ingår i redaktionsrådet för tidskriften Glänta och medverkar återkommande på Aftonbladets kultursida, där han var litteraturredaktör 2021–2022.
2022 medverkade han som textförfattare till en av föreställningarna, scen 8 Jag är bara här, i Markus Öhrns uppsättning The Unknown på Dramaten.

## Priser och utmärkelser
2016 – Göteborgs stads essäpris för Kärleksförklaring: subjektiveringens dialektik. Göteborg: Glänta produktion. 2015. Libris 18432272. ISBN 9789186133740.